# Яковлева, Алла Александровна
Алла Александровна Яковлева (род. 12 июля 1963 года) — советская, позднее российская велогонщица. Заслуженный мастер спорта СССР (1987).

## Карьера
Родилась в Порхове. Выступала за куйбышевское «Динамо». Тренировалась под руководством Валентина Сотникова.
Победитель (1987), серебряный (1988) и бронзовый (1986) призёр чемпионатов мира.
Участница Олимпиады-1988 в Сеуле, где финишировала лишь 34-й.
В настоящее время — инспектор новгородского регионального отделения Всероссийского спортивного общества «Динамо».